# Davi José Silva do Nascimento
Davi José Silva do Nascimento (født 10. marts 1984) er en brasiliansk fodboldspiller.